# Rue de l'Usine
La rue de l'Usine est une rue faisant partie du quartier administratif du Longdoz à Liège en Belgique.

## Odonymie

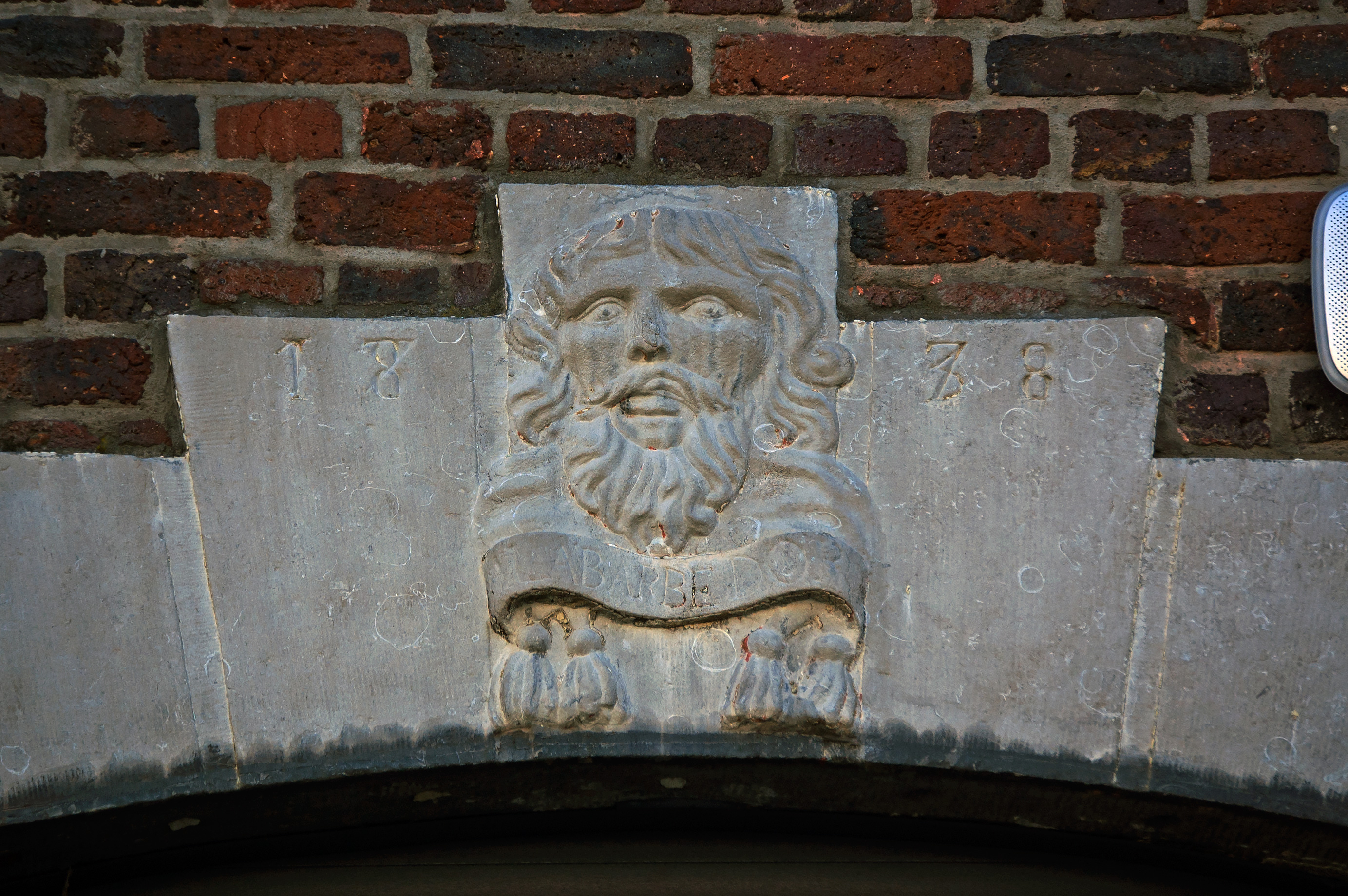
Maison La Barbe d'or.

La rue doit son nom aux usines Jowa et Cie dont elle perce les terrains en 1875.

## Description
La rue possède une maison reprise à l'inventaire du patrimoine immobilier, le no 7, dont la façade est ornée de l'enseigne en pierre sculptée La Barbe d'or. À l'origine construite en 1738, cette façade a été démontée et remontée à cet endroit en 1878.

## Voies adjacentes
- Rue Grétry
- Rue Coclers
- Rue Ansiaux